# سرگئی تتیوخین
سرگئی یوریویچ تتیوخین (روسی: Серге́й Юрьевич Тетюхин؛ زادهٔ ۲۳ سپتامبر ۱۹۷۵ در فرغانه) بازیکن والیبال اهل روسیه عضو تیم ملی والیبال روسیه و باشگاه لوکوموتیو بلگورود است. تتیوخین از بازیکن‌های با سابقه تیم ملی روسیه به‌شمار می‌رود که از سال ۱۹۹۶ تا ۲۰۱۲ عضو تیم ملی روسیه بود و در سال ۲۰۱۵ دوباره به تیم ملی والیبال روسیه دعوت شد. وی به جام‌ها و قهرمانی‌های زیادی دست یافت، او و ساموئل پاپی تنها بازیکنانی هستند که توانستند بیش از سه مدال(۴ مدال) در بازی‌های المپیک کسب کنند.

## دست‌آوردها

### ملی
مدال‌های برنز المپیک ۲۰۰۴ و ۲۰۰۸، مدال نقره المپیک ۲۰۰۰، مدال طلا المپیک ۲۰۱۲، مدال نقره قهرمانی جهان ۲۰۰۲، مدال طلا لیگ جهانی ۲۰۰۲ و سه مدال نقره جام ملت‌های اروپا مهم‌ترین دست‌آورد تتیوخین در رده ملی است.

### باشگاهی
- قهرمان سوپر لیگ روسیه (۱۰) – ۱۹۹۷، ۱۹۹۸، ۲۰۰۲، ۲۰۰۳، ۲۰۰۴، ۲۰۰۵، ۲۰۰۷، ۲۰۱۰، ۲۰۱۱، ۲۰۱۳
- قهرمان جام حذفی روسیه (۱۰) – ۱۹۹۵، ۱۹۹۶، ۱۹۹۷، ۱۹۹۸، ۲۰۰۳، ۲۰۰۵، ۲۰۰۷، ۲۰۰۹، ۲۰۱۲، ۲۰۱۳
- قهرمان لیگ قهرمانان اروپا (۴) – ۲۰۰۳، ۲۰۰۴، ۲۰۰۸، ۲۰۱۴
- قهرمان قهرمانی باشگاه‌های جهان (۱) – ۲۰۱۴

### فردی
- باارزش‌ترین بازیکن قهرمانی نوجوانان اروپا ۱۹۹۴
- باارزش‌ترین بازیکن لیگ قهرمانان اروپا ۲۰۰۲
- بهترین دریافت‌کننده قدرتی قهرمانی جهان ۲۰۰۲ (هفت انتخاب ویژه)
- بهترین زننده سرویس لیگ قهرمانان اروپا ۲۰۱۱
- باارزش‌ترین بازیکن لیگ قهرمانان اروپا ۲۰۱۴
- باارزش‌ترین بازیکن جام باشگاه‌های جهان ۲۰۱۴
- باارزش‌ترین بازیکن سوپر لیگ روسیه (۴) – ۱۹۹۹، ۲۰۰۳، ۲۰۰۶، ۲۰۰۸